# 临淄县
临淄县是中国旧县名，为今天淄博市临淄区等地。

## 历史

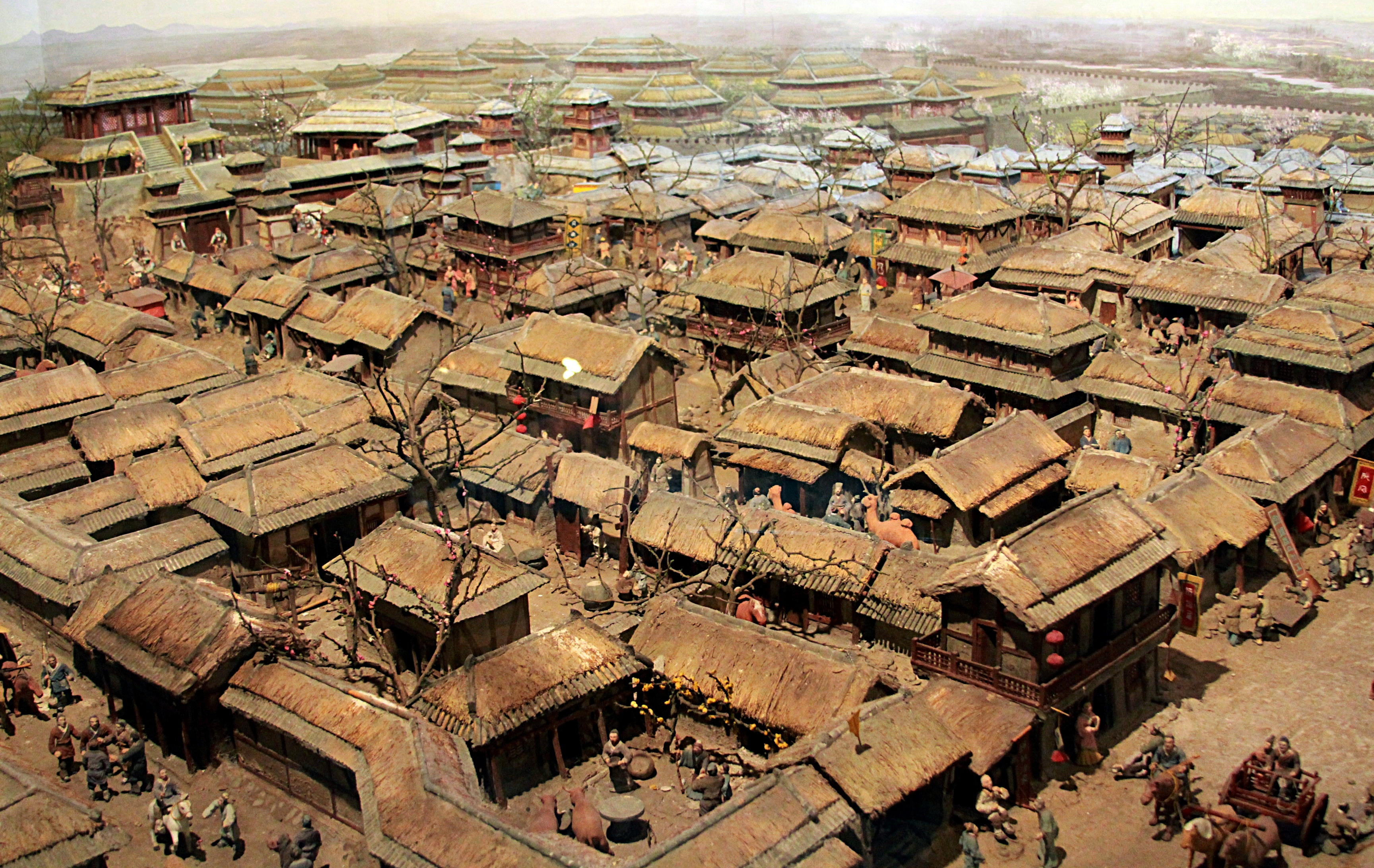
古临淄城复原

临淄，古称营丘，秦汉时作临菑。相传上古时期的伏羲、颛顼曾在这里活动。此后为爽鸠氏、蒲姑氏等部族的聚居地。公元前约1046年，周朝建立后，周武王把首席功臣太公望分封于此，建立了侯国齐国，定都营丘。六世齐胡公迁薄姑。七世齐献公迁回营丘，因其地临淄水，遂改名为临淄，此后临淄之名一直延用至今。齐国是西周、春秋、战国时的大国，因此临淄作为其都城，历史上极为繁荣。目前临淄齐国故城的城址尚存。
临淄城作为齐国的都城，共延续了八百余年历史，直到被秦国所灭。秦置临淄县，属齐郡。两汉时，临淄城为五都之一。汉高祖刘邦封韩信为齐王，都临淄。韩信死后，高祖将长子刘肥封于临淄，建齐国，辖七十余城。汉文帝时将齐国一分为七。据史载，当时的临淄约有十万户人家，依然是东部地区最大的城市。设立青州刺史部后，临淄县为州治。
晋代，临淄县（临淄城）多遭兵祸，政权更迭频繁，其中南燕曾短暂地建都于此。此后，临淄县在青州的地位被益都县所取代。南北朝后的历代，临淄县先后属齐郡、青州、益都府、益都路、青州府等管辖。元末原城址被废弃，而在东南部另筑新城，即今临淄城区。
民国二年（1913年），全国废府，青州府废，临淄县属山东省胶东道。1925年，属淄青道。1947年，中華民國內政部编撰的《中華民國行政區域簡表》中，临淄县为3等县，县域面积约为514.50平方公里，人口174364人:124。